# Mesene rochesteri
Mesene rochesteri är en fjärilsart som beskrevs av Archibald C. Weeks 1906. Mesene rochesteri ingår i släktet Mesene och familjen Riodinidae. Inga underarter finns listade i Catalogue of Life.